# Service d'autobus des CFL
Le  service d'autobus des CFL désigne les lignes d'autobus et d'autocars exploitées par la Société nationale des chemins de fer luxembourgeois avec ses propres véhicules.
Ce service voit le jour dans les années 1950 pour se substituer aux lignes de chemin de fer secondaires peu rentables puis s'est progressivement fondu dans le Régime général des transports routiers (RGTR).

## Histoire

### Création du service

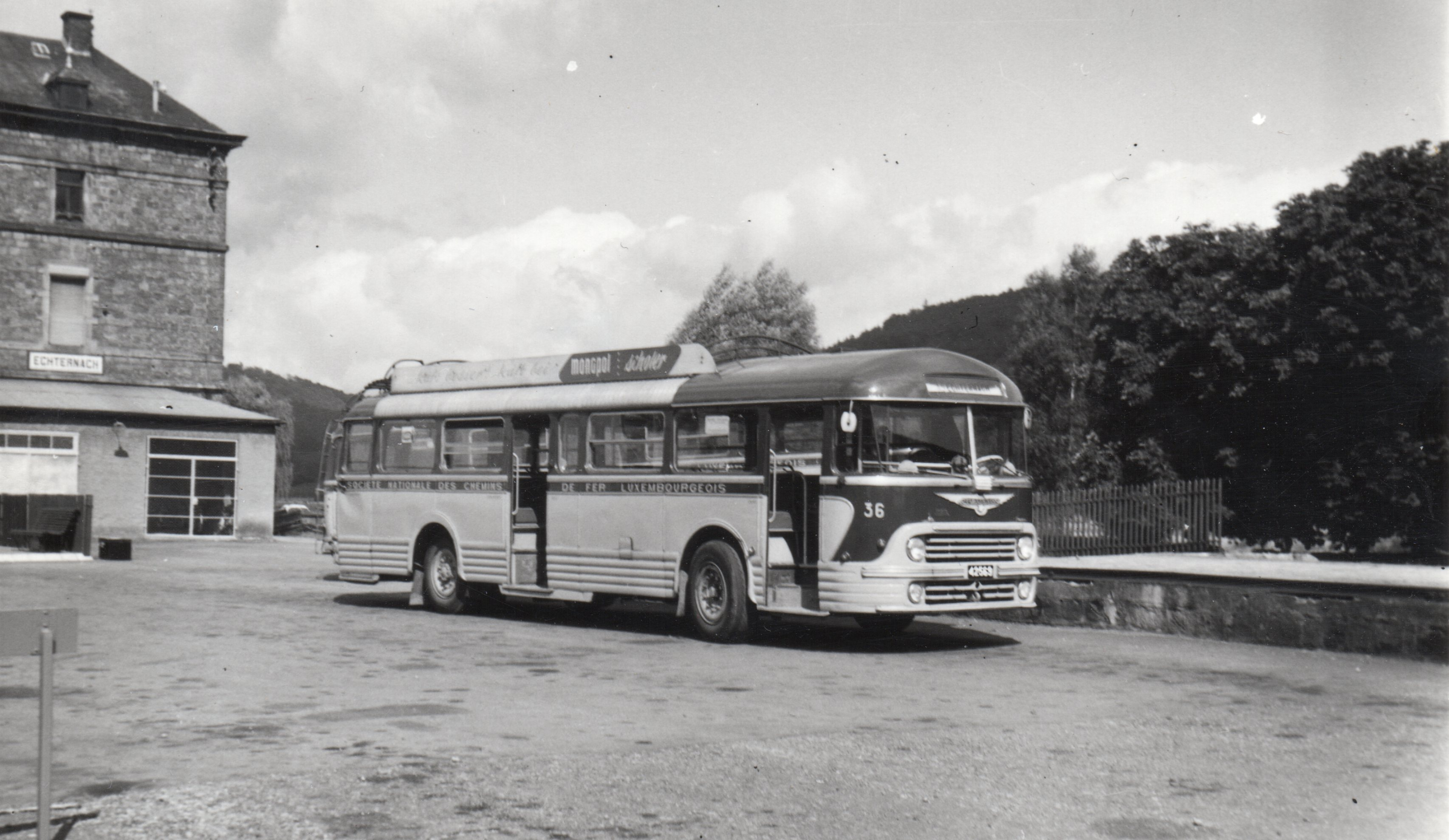
Autocar Chausson AP522 no 36, en 1973.

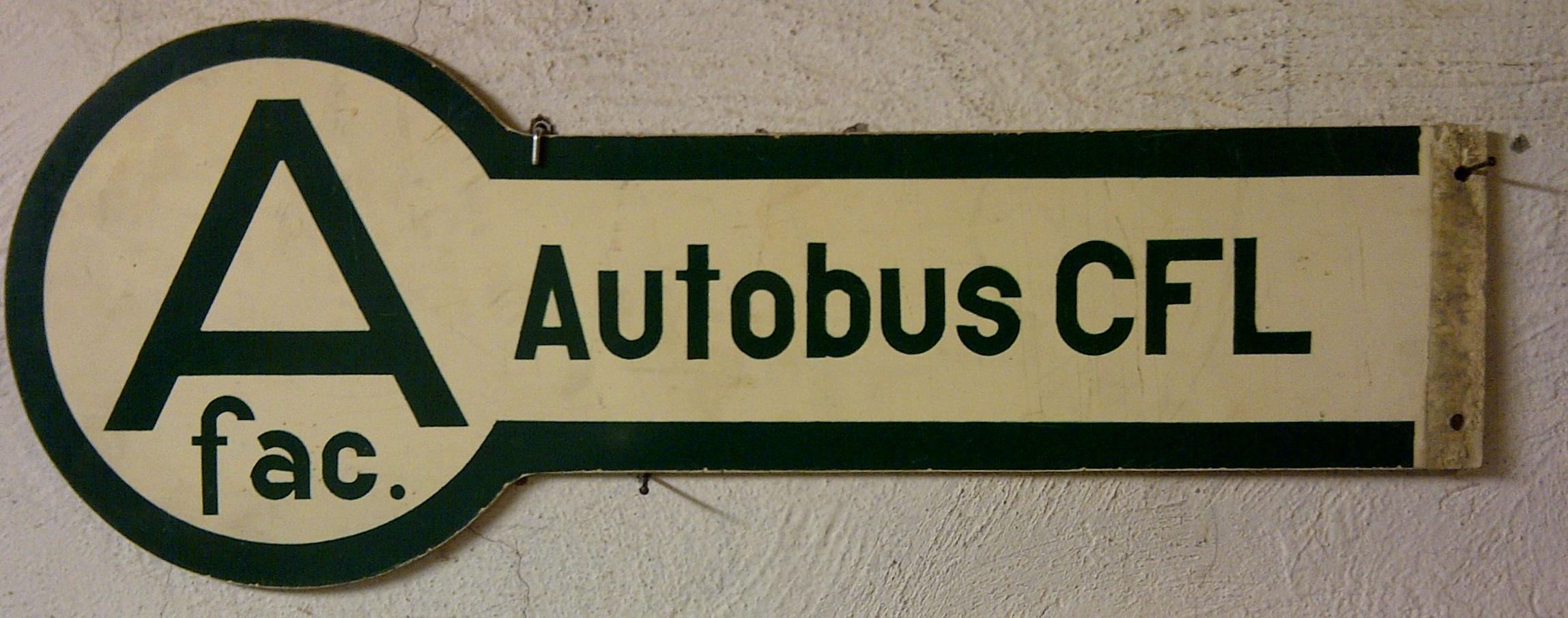
Plaque d'arrêt de bus des CFL. fac. signifie qu'il s'agit d'un arrêt facultatif.

La convention belgo-franco-luxembourgeoise du 17 avril 1946 qui créa la Société nationale des chemins de fer luxembourgeois précisait que des lignes ou des tronçons de lignes de chemin de fer pouvaient être, si jugés peu rentables, substitués par d'autres moyens de transport.
Cette disposition est utilisée pour la première fois dans le cadre de l'arrêté grand-ducal du 3 mars 1948 « portant suppression du service ferroviaire sur les lignes de Grundhof à Beaufort, de Cruchten à Larochette et de Diekirch à Vianden et son remplacement par un service d'autobus et de camions. ». Toutefois, les CFL sous-traitent ces services à des compagnies privées.
Ce n'est qu'avec l'arrêté grand-ducal du 29 août 1953 portant « suppression du service ferroviaire sur la ligne de Noerdange à Martelange et autorisation [des CFL] à effectuer la desserte de ladite ligne par un service routier à exploiter en régie. » que naît réellement le service d'autobus des CFL, qui achètent pour l'occasion six autobus Chausson AP52.
La fermeture progressive des lignes de chemin de fer à voie métrique jusqu'en 1955 fait augmenter la flotte, qui monte à 45 bus en 1965.

### Du service de substitution au RGTR
Dans les années 1950 et 1960 c'est au tour des lignes secondaires à voie normale d'être remplacées totalement ou partiellement par des autobus, dont on profite de l'occasion pour organiser le service sous la forme du « service de substitution des CFL » : ainsi les lignes ferroviaires Troisvierges - Wilwerdange (1950), Echternach - Grevenmacher (1954), Diekirch - Echternach (1964) et Pétange - Ettelbruck (1967) ont été remplacées par des lignes de bus suivant le trajet des anciennes lignes de chemin de fer.
Avec la suppression du service sur la ligne de l'Attert le 24 septembre 1967, le gouvernement décida d'harmoniser le transport routier national et créa ainsi le service coordonné CFL-CRL, entre les CFL et différents transporteurs privés regroupés au sein de la Compagnie routière luxembourgeoise (CRL),.
Le service coordonné CFL-CRL est remplacé par le Régime général des transports routiers (RGTR) tel qu'il existe est créé le 25 février 1978, mais le service de substitution des CFL retrouve, faute d'accord, son indépendance.
Finalement, les lignes du service de substitution rejoignent le RGTR le 15 mai 1996. Le 1er juillet suivant, un règlement grand-ducal supprime officiellement la notion de « services de substitution exploités par les CFL ». Dans la pratique, cela fait des CFL un exploitant comme un autre du réseau du RGTR.

## Exploitation

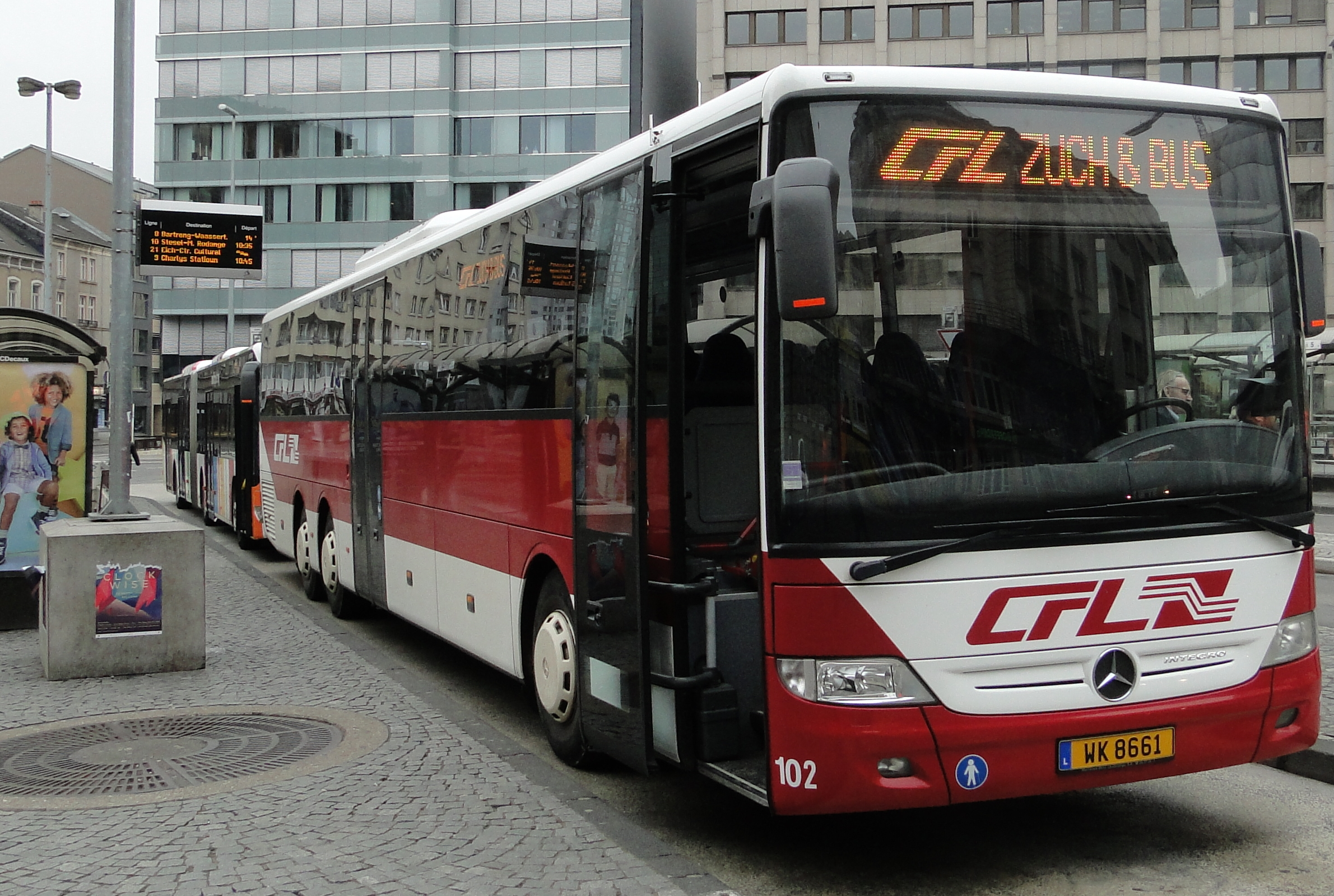
Un Mercedes-Benz Integro en essais à l'ancienne gare routière Hamilius en 2015. La girouette CFL Zuch & Bus rappelle que la compagnie exploite à la fois des trains et des bus.

Aux CFL, 260 personnes dont 214 conducteurs (en 2018) sont affectés au service d'autobus ; le service d'autobus dispose d'un centre de gestion en temps réel des bus.

### Lignes exploitées pour le compte du RGTR
L'application de la renumérotation du 17 juillet 2022 s'accompagne de l'entrée en vigueur des nouveaux contrats d'exploitation attribués par appels d'offres. Les CFL exploitent depuis la réorganisation du RGTR principalement des lignes vers l'Est du pays ainsi qu'autour de la capitale, à savoir les lignes 190, 191, 201, 211, 212, 221, 222, 223, 261 et 271.
Les bus des CFL assurent toujours, en parallèle des services de substitution occasionnels en cas de travaux nécessitant de fermer une ligne.

### Autres lignes

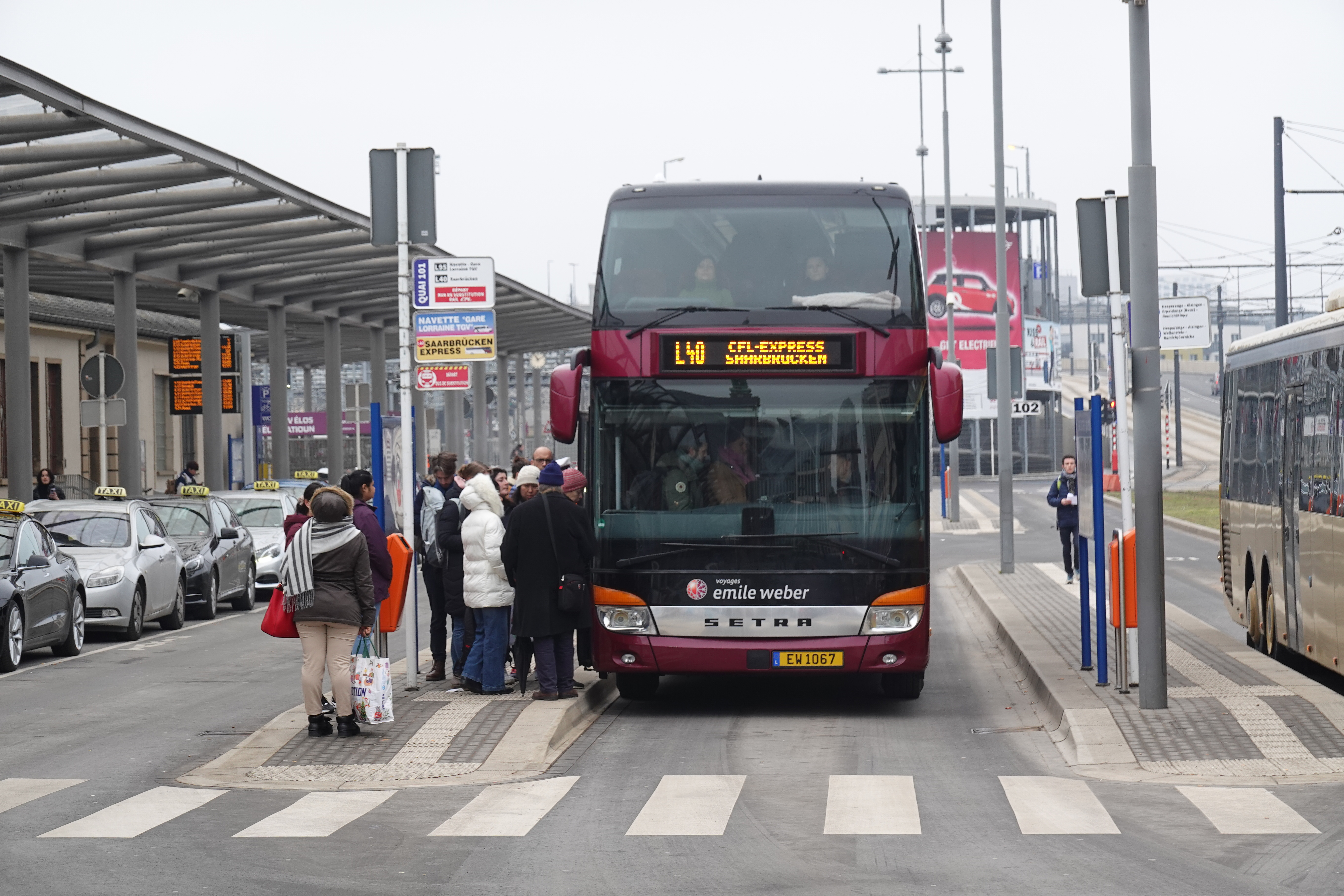
La ligne L40, sous-traitée aux Voyages Émile Weber.

Outre les lignes exploitées pour le compte du RGTR, les CFL organisent deux autres lignes transfrontalières, sans arrêts intermédiaires et sous-traitées aux Voyages Émile Weber :
- La ligne L40 Saarbrücken Express : Luxembourg-Gare routière ↔ Sarrebruck-Hbf Vorplatz, sans arrêts intermédiaires, accessible avec les mêmes titres « RegioZone » que les lignes transfrontalières RGTR ;
- La ligne L95 Gare Lorraine Express : Luxembourg-Gare routière ↔ Gare de Lorraine TGV, au tarif spécifique et sur réservation obligatoire.

### Matériel roulant

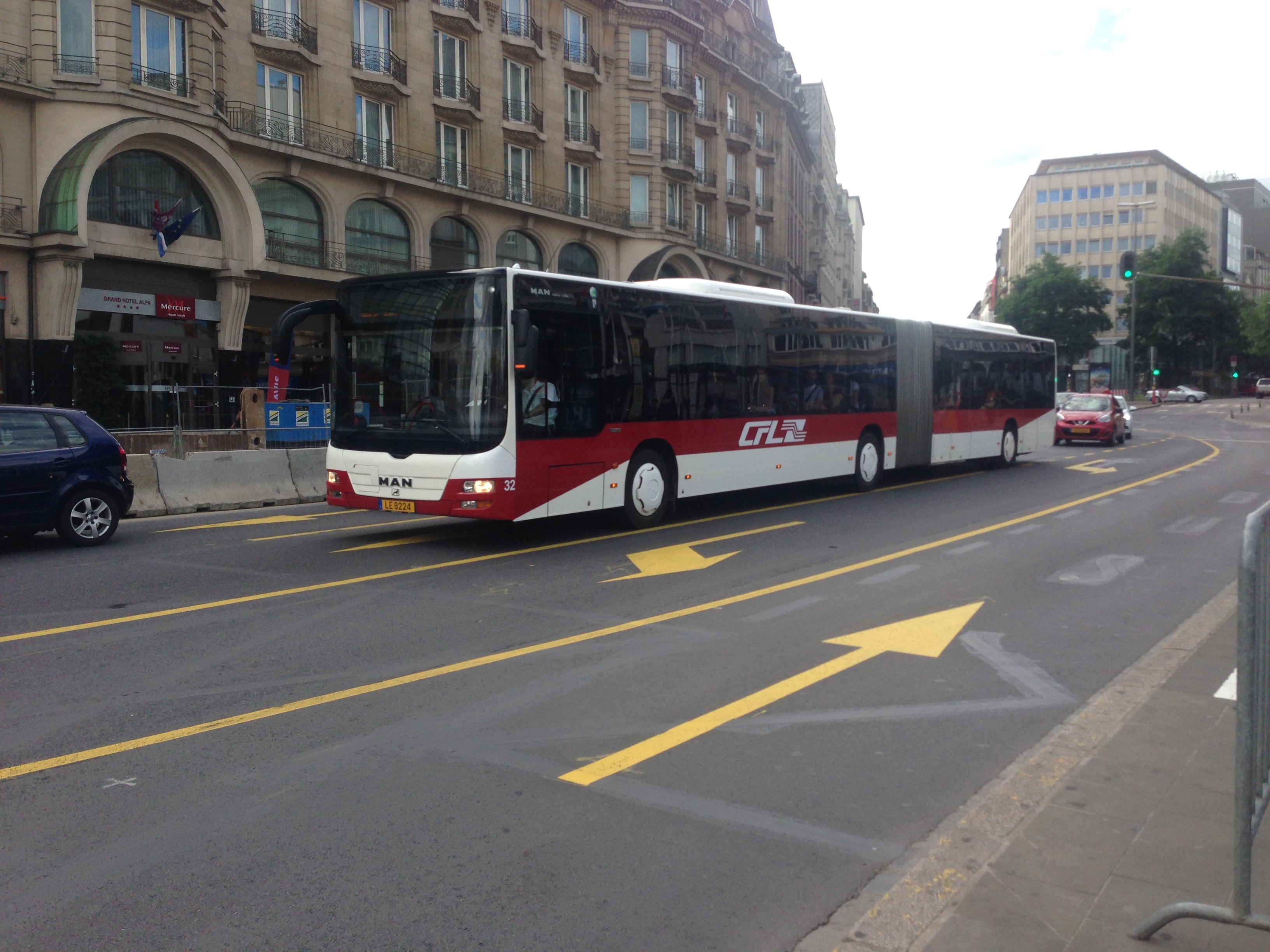
La flotte se compose aussi bien d'autocars que d'autobus, tel ce MAN Lion's City GL.

Les véhicules routiers des CFL portent la même décoration que les trains, à savoir le rouge et blanc.
Deux anciens autobus des CFL ont été préservés par l'association Retrobus ASBL :
- un Van Hool A120/40-2 de 1987 qui portait le numéro de parc 33 et qui était un modèle emblématique de la flotte de l'époque, les CFL en achetèrent 29[10],[11]. Revendu en 1997 aux Autobus de Genval en Belgique, sa trace a été retrouvée en 2004 et il a été rapatrié au grand-duché en janvier 2015 pour y être restauré[11] ;
- le Mercedes-Benz Citaro Ü no 55, mis en service début 2009 et retiré du service fin 2019 puis confié à l'association[12].

#### Actuel
En 2025, la flotte d'autobus et d'autocars des CFL est constituée de :
| Numéros de parc  | Nombre | Constructeur    | Modèle                  | Mise en service |
| ---------------- | ------ | --------------- | ----------------------- | --------------- |
| 1-2              | 2      | Irizar          | ie bus 18 (électriques) | 2019            |
| 20-28            | 9      | MAN Truck & Bus | Lion's Regio C          | 2013            |
| 30-38            | 8      | MAN Truck & Bus | Lion's City GL          | 2015-2017       |
| 40-46            | 7      | MAN Truck & Bus | Lion's City C           | 2015            |
| 60-64            | 5      | Volvo Buses     | 7900 LAH Hybrid         | 2019, 2020      |
| 80-83            | 4      | Mercedes-Benz   | eCitaro G (électriques) | 2025            |
| 90-97            | 8      | Mercedes-Benz   | eCitaro (électriques)   | 2025            |
| 100-101, 200-220 | 23     | Iveco Bus       | Crossway LE Line 14,5 m | 2019 et 2021    |
| 110-124          | 15     | Irizar          | i4 Integral L           | 2016            |
| 130-137          | 8      | Iveco Bus       | Crossway LE Line 12,8 m | 2019            |

#### Réformé
La flotte des CFL a évolué avec le temps et a connu de nombreux constructeurs français, belges ou encore allemand ; la durée de vie moyenne semble être de dix ans.
| Numéros de parc           | Nombre | Constructeur    | Modèle               | Mise en service         | Réforme                |
| ------------------------- | ------ | --------------- | -------------------- | ----------------------- | ---------------------- |
| 1-6                       | 6      | Chausson        | AP52 Somua           | septembre 1952          | 1961, 1962, 1965       |
| 7-13                      | 7      | Chausson        | AP52 Somua           | juin et septembre 1953  | 1965                   |
| 14-32                     | 19     | Chausson        | AP521 Somua          | avril 1954-janvier 1956 | 1967, 1968, 1969       |
| 33-36                     | 4      | Chausson        | AP522 Somua 022      | novembre 1957           | 1969                   |
| 37-42                     | 6      | Chausson Saviem | AP522 Somua          | janvier et février 1961 | 1968, 1971             |
| 43-49                     | 7      | Van Hool        | 320                  | 1963                    | 1973                   |
| 50-65                     | 16     | Magirus Deutz   | 150L10               | 1965, 1967              | 1973, 1975             |
| 66-73                     | 8      | Saviem          | S53M                 | 1968                    | 1978                   |
| 74-84                     | 11     | Van Hool-Fiat   | VHF 340              | 1969                    | 1978                   |
| 85-91                     | 7      | MAN             | 750 HO-V11           | 1971                    | 1983                   |
| 10-25                     | 16     | MAN             | 11-V160              | 1973                    | 1977, 1983, 1984, 1985 |
| 26-32                     | 7      | Van Hool        | VH-DAF AI 119        | 1975                    | 1986                   |
| 33-42                     | 10     | MAN             | SU240                | 1978                    | 1987                   |
| 43-52                     | 10     | Van Hool        | VHM A 120/21         | 1978                    | 1983, 1985, 1986       |
| 61-66                     | 6      | Van Hool        | A120-313             | 1983                    | 1991, 1996             |
| 101-106                   | 6      | MAN             | SG 280H              | 1983                    | 1993                   |
| 71-76 81-82               | 8      | Van Hool        | A120/40              | 1984                    | 1193-1994              |
| 91-96                     | 6      | Renault         | PR 100.2             | 1985                    | 1996, 1997             |
| 11-22                     | 12     | Van Hool        | A120/40-1            | 1986                    | 1995, 1996             |
| 31-40                     | 10     | Van Hool        | A120/40-2            | 1987                    | 1997, 2000             |
| 41-46                     | 6      | Van Hool        | A600                 | 1991                    | 2000                   |
| 51-58 61-66 70-83 101-114 | 41     | Berkhof         | Europa 2000NL        | 1993-1997               | 2001-2007              |
| 11-17                     | 7      | Renault VI      | Ares                 | 2000                    | 2008                   |
| 21-28                     | 8      | Van Hool        | TG 821CL             | 2001                    | 2009-2010              |
| 31-35                     | 5      | Mercedes-Benz   | Citaro G             | 2003                    | 2010                   |
| 41-54                     | 14     | MAN             | Lion's Classic SÜ313 | 2005                    | 2010, 2013             |
| 55-59                     | 5      | Mercedes-Benz   | Citaro Ü             | 2006                    | 2015, 2019             |
| 61-67                     | 7      | Mercedes-Benz   | Citaro G             | 2006                    | 2015                   |
| 70-79 80-89 90-104        | 35     | Mercedes-Benz   | Integro L            | 2007-2008               | 2017, 2019, 2021       |
| 10-16                     | 7      | Mercedes-Benz   | Citaro G             | 2010                    | 2019, 2021             |
| 29                        | 1      | MAN Truck & Bus | Lion's Regio C       | 2013                    | 2023                   |

### Remisage et entretien
Le remisage s'effectue sur deux sites : le dépôt central à Bonnevoie (boulevard de Kyiv, en annexe du dépôt de Luxembourg), comprenant le bâtiment administratif, un atelier et un hall de remisage, et un dépôt secondaire à Echternach qui remplace depuis fin 2019 les sites situées à l'ancienne gare d'Echternach et à la gare d'Ettelbruck,.
L'atelier se trouvait initialement dans la rotonde II de Bonnevoie, libérée en 2006 en vue de l'édition 2007 de la capitale européenne de la culture puis la reconversion du site.